# Pisachoides pruinina
Pisachoides pruinina är en insektsart som beskrevs av Victor Antoine Signoret 1853. Pisachoides pruinina ingår i släktet Pisachoides och familjen dvärgstritar. Inga underarter finns listade i Catalogue of Life.